# Hiccoda completa
Hiccoda completa är en fjärilsart som beskrevs av W. Warren 1913. Hiccoda completa ingår i släktet Hiccoda och familjen nattflyn. Inga underarter finns listade i Catalogue of Life.